# تیمور خان
تیمور اولجایتو خان (مغولی: Öljeyitü Temür / Ölziit Tömör / Өлзийт Төмөр) دومین امپراتور دودمان یوآن بود که از ۱۰می ۱۲۹۴ تا ۱۰فوریه ۱۳۰۷ میلادی، حکومت کرد. او به عنوان ششمین خان بزرگ امپراتوری مغول برای مغول‌ها محسوب می‌شد. او یک حاکم توانای دودمان یوآن بود و حکومت او الگوهای از قدرت برای دیگران در چند دهه آینده ایجاد کرد. نام او به معنای «آهن خان خوشبخت» در زبان مغولی است.